# Marie-Soleil Dion
 (avril 2021).
Si vous disposez d'ouvrages ou d'articles de référence ou si vous connaissez des sites web de qualité traitant du thème abordé ici, merci de compléter l'article en donnant les références utiles à sa vérifiabilité et en les liant à la section « Notes et références ».
Pour les articles homonymes, voir Dion.
Marie-Soleil Dion est une actrice, animatrice et improvisatrice québécoise née le 6 juillet 1984 dans la ville de Québec. Elle a par la suite déménagé à Montréal en 2010,.

## Biographie
Marie-Soleil Dion est née en 1984 dans la ville de Québec dans l'arrondissement Charlesbourg.
En 2005 Marie-Soleil Dion étudie au Conservatoire d’art dramatique de Québec pour apprendre à être une comédienne.
En 2007 Marie-Soleil Dion se fait remarquer dans la Ligue universitaire d’improvisation de l’université Laval (LUI), où elle reçoit les prix de recrue et de joueuse de l’année. Elle est à la fois une comédienne de talent et une redoutable improvisatrice, bien avant qu’elle n’obtienne son diplôme du Conservatoire en 2007.
Elle intègre ensuite les rangs de la Ligue d’improvisation montréalaise (LIM) et ceux de la réputée Ligue nationale d’improvisation (LNI), qui lui décernent toutes deux le prix de la recrue de l’année, en 2008, pour la LIM, et en 2009, pour la LNI, en plus de se joindre au collectif d’improvisation Le p’tit rire jaune. Marie Soleil est également présente à la télévision où elle se retrouve le plus souvent qu’autrement à jouer dans des émissions à caractère humoristique.
Deux ans plus tard, elle est engagée pour VRAK la vie et Dieu merci ! Le même jour en 2009. Le tournage de VRAK la vie s’étalait sur 52 jours, celui de Dieu merci ! sur une quinzaine de jours. Elle jouait en même temps dans la LNI. Pendant la première saison de VRAK la vie elle fait des allers-retours entre Québec et Montréal durant un an pour enregistrer l'émission. Elle s'installe ensuite à Montréal. Chaque épisode de VRAK la vie prenait une journée à filmer. Ainsi, on peut la voir dans la série jeunesse Les Pieds dans la marge, dans le magazine d’actualité 3600 secondes d'extase, ainsi que dans Dieu Merci !.
En 2009, elle devient la superficielle Cathou de l’émission VRAK la vie. On l’a aussi vue dans les émissions Tranches de vie et Adam et Ève, où elle agit à titre de collaboratrice pour l'émission Brassard en direct. La comédienne joue également au théâtre. Sur les planches, elle a tenu des rôles dans plusieurs créations, dont le cabaret de filles Show d'Vaches au Bitch Club Paradise, Le Potager des visionnaires de Franco Dragone, L’Histoire épique de La reine Margot et la pièce Le Remplaçant, qui mélange théâtre et improvisation. Plus récemment, on l’a vue dans les pièces Ventre, Motel des brumes et En dessous de vos corps je trouverai ce qui est immense et qui ne s’arrête pas. En 2013, Marie Soleil a également tenu deux rôles au cinéma, dans les films Émilie et Qu’est-ce qu’on fait ici.
En 2023, elle prend la relève de Katherine Levac à l’animation de la 12e saison de L’amour est dans le pré, prévue pour le printemps 2025.

### Vie privée
Marie-Soleil Dion est en couple avec le comédien Louis-Olivier Mauffette depuis le début de l'année 2015. En juin 2017, ils annoncent attendre leur premier enfant par le biais d'un cliché affiché sur les réseaux sociaux. Le 11 novembre 2017, Marie-Soleil donne naissance à un garçon prénommé Léon. En 2023, on annonce dans les médias que le couple formé depuis 2017 se sépare.

## Formation
Conservatoire d’art dramatique de Québec.
Atelier de jeu devant la caméra, Ateliers Danielle Fichaud.
Atelier de danse contemporaine avec le chorégraphe Harold Rhéaume.
DEC en littérature et arts au Cégep de Sainte-Foy.

## Télévision et Web-séries
- 2024 : FEM : Kim
- 2022: C'est humain: elle-même [8]
- 2021 : Caméra Café : Maude Ouellet
- 2019 : On joue au docteur : animation
- 2018 - 2019 : Ne jamais faire à la maison : animation
- 2016: Web Thérapie : Kathy
- 2016 - 2023 : L'Échappée : Sophie Cartier
- 2016 : Ça décolle! :  Kimberley Pichette
- 2015 - 2020 : Like-moi! : personnages multiples
- 2015 : Un souper presque parfait : elle-même (semaine artistes)
- 2015 : Lip Sync Battle : face à face : elle-même (commentatrice)
- 2015-2016: Papa (web série) : Marie
- 2014-2015 : Quart de vie (web série) : Constance
- 2014 : Le Chalet : infirmière Caron
- 2014 : Toute la vérité : Roxanne Michaud-Smith
- 2014 : Subito texto : Mme. Cardinal
- 2014 : La Théorie du K.O. : Tite Annick
- 2009 : Vrak la vie : Catherine (Cathou) Boucher

## Théâtre et Scène
- 2016: On t'aime Mickaël Gouin, rôle: Mathilde
- 2016 : Coco , rôle: Maggie
- 2014 - 2015 : Ma première fois, Rôles multiples
- 2013 : En dessous de vos corps, je trouverai de qui est immense et qui ne s’arrête pas, Rôle : Junie
- 2011 - 2013 : Motel des Brumes, Rôle : Gabrielle
- 2011 : Ventre, Rôle : Elle[9]

## Cinéma
- 2013 : Émilie, Rôle : Mylène
- 2014 : Qu'est-ce qu'on fait ici ? de Julie Hivon, Rôle  : Rosalie

## Récompenses
- 2009, Trophée Pierre-Curzi dans la catégorie "recrue de l'année"[10]